# Slag bij Palestro
De Slag van Palestro was een veldslag die plaatsvond op 31 mei 1859 en onderdeel was van de Tweede Italiaanse Onafhankelijkheidsoorlog. De veldslag leidde tot een nieuwe Frans-Sardijnse overwinning op de Oostenrijkers.

## Verloop van de veldslag
Na hun overwinning in de Slag bij Montebello op 20 mei 1859 trok het Frans-Sardijnse leger richting Novara, om nadien naar Milaan te trekken, de hoofdstad van het Koninkrijk Lombardije-Venetië. Een deel van dit coalitieleger trok verder richting Robbio om de rechterflank beter te kunnen afdekken.
In de ochtend van 30 mei 1859 stak het Frans-Sardijnse leger de Sesia over, waardoor de coalitie de controle verwierf over de steden Palestro, Confienza en Vinzaglio. 's Anderendaags beval de Oostenrijkse veldmaarschalk Thomas Friedrich von Zobel Palestro aan te vallen met twee infanteriedivisies.
De Sardijnse koning Victor Emanuel II was persoonlijk aanwezig bij deze veldslag en overschouwde het slagveld vanuit de klokkentoren van de kerk. Hij zag dat zijn troepen een Oostenrijkse aanval konden afslaan tot in Robbio. Het Frans-Sardijnse leger kreeg het nabij Cascina San Pietro echter zwaar te verduren vanwege de Oostenrijkers die opkwamen vanuit Rosasco. Het Franse zoeavenkorps onder leiding van Bertrand de Chabron wist de kansen evenwel te keren in het nadeel van de Oostenrijkers. Von Zobel besloot hierop zijn troepen terug te trekken richting Robbio. Hij vreesde immers dat de Franse divisies onder leiding van François Certain de Canrobert zijn leger in twee zou kunnen breken.

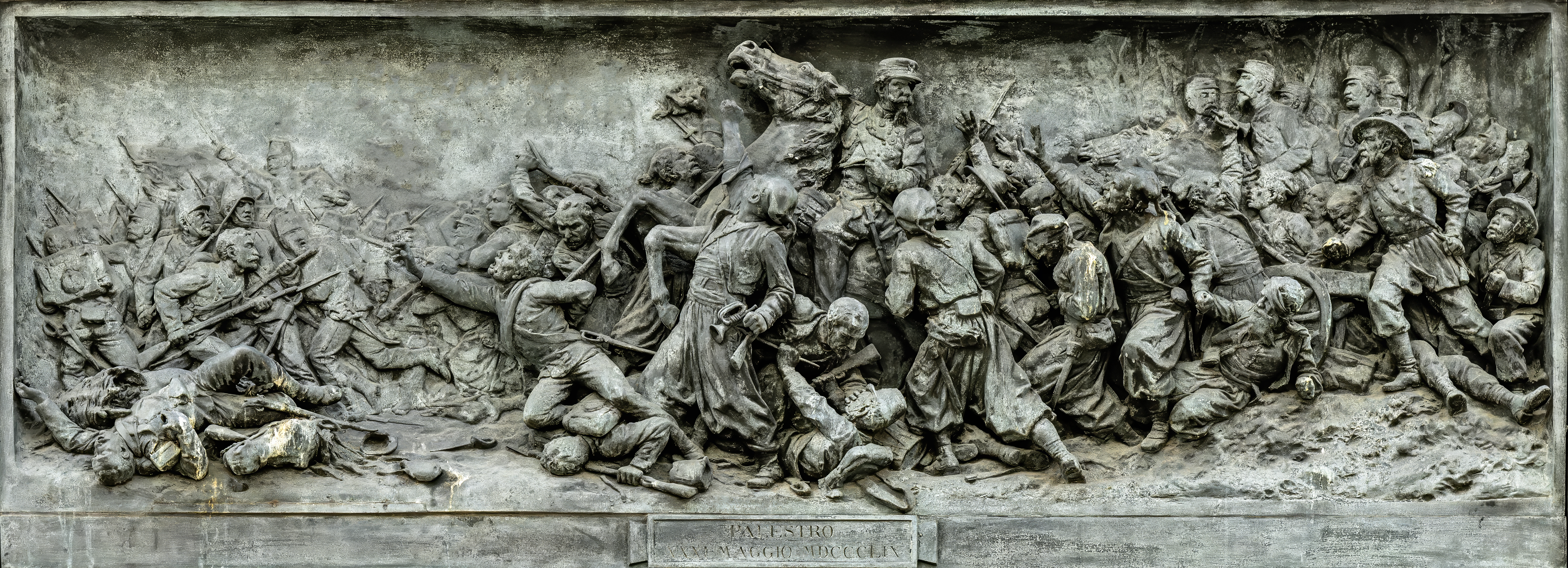
Battaglia di Palestro van Ettore Ferrari in Venetië